# Коефіцієнт Тобіна
Коефіцієнт Тобіна (q) — відношення ринкової вартості компанії до відновної вартості її активів. Це співвідношення було розроблено в 1969 році американським економістом Джеймсом Тобіном.

## Застосування
{\displaystyle q=P/C}
Р — ринкова вартість активів компанії (ринкова капіталізація).
С — відновна вартість активів компанії, що дорівнює сумі витрат, необхідних для придбання всіх активів фірми за поточними цінами.
Якщо ринкова вартість активів збігається з балансовою вартістю активів компанії, коефіцієнт Тобіна q = 1.
Якщо Коефіцієнт Тобіна q > 1, то ринкова вартість перевищує балансову вартість активів компанії. Це означає, що ринкова вартість відображає деякі невимірювані або ті, що не піддаються обліку активи компанії. Високе значення коефіцієнта Тобіна (q) підштовхує інвесторів до рішення більше вкладати в капітал даної компанії, тому що він коштує дорожче, ніж за нього заплачено.
q = (Ринкова вартість інвестованих коштів) / (Вартість заміщення капіталу)
Якщо ринкова ціна компанії (тобто розмір ринкової вартості капіталу компанії) становить 2 ₤, а поточна ринкова вартість заміщення капіталу 1 ₤, то компанія може випустити акції, з доходом вклавши кошти в капітал. В цьому випадку q> 1
З іншого боку, якщо q <1, то ринкова вартість активів компанії менша, ніж їх балансова вартість. Це означає, що ринок недооцінює компанію.
Дослідженнями встановлено, що в середньому коефіцієнт Тобіна досить стійкий у часі, а компанії з високим його значенням зазвичай випускають унікальну продукцію або мають унікальні фактори виробництва, що дозволяє їм отримувати монопольний прибуток.
Ланг (Lang) і Штульц (Stulz) з'ясували, що коефіцієнт Тобіна для компаній з декількома видами діяльності нижчий, ніж для фірм, зосереджених на одному напрямку бізнесу. Це пояснюється недовірою, з якою ринок відноситься до активів диверсифікованих компаній.
З висновків Тобіна випливає, що зміна цін акцій відіб'ється на величині споживання і інвестицій. Але практичний досвід показує, що це не зовсім так. Фірми приймають інвестиційні рішення не дотримуючись сліпо динаміці цін на акції, а з огляду на майбутні відсоткові ставки і дисконтовану вартість очікуваних доходів.

## Фактори, що впливають на коефіцієнт Тобіна
Коефіцієнт Тобіна (q) відображає кілька чинників, таких як:
- «настрій» ринку, виражений, наприклад, думкою аналітиків, щодо перспективності компанії або різними спекуляціями, у вигляді резонансних чуток.
- інтелектуальний капітал компанії.

Оскільки (q) Тобіна відображає вплив декількох факторів, він може показувати тільки наближене значення вартості інтелектуального капіталу. Нині безліч компаній намагаються розробити методи і способи вимірювання вартості інтелектуальних активів.

## Граничний q Тобіна
Граничний коефіцієнт q Тобіна — це показник зміни вартості фірми залежно від вартості доданого капіталу з метою збільшення акціонерного капіталу.

## Формула, що використовується на практиці
На практиці використовується наступна формула, яка не є прямим еквівалентом q Тобіна:

q = (ринкова вартість активів + ринкова вартість зобов'язань) / (балансова вартість активів + балансова вартість зобов'язань).
Так само коефіцієнт Тобіна дозволяє визначати вартість ринку в цілому. Обчислюється: q = (Вартість всього фондового ринку) / (Сукупний власний капітал компаній)

## P/B коефіцієнт
Під час інфляції q Тобіна буде нижчим, ніж P/B коефіцієнт, в решту часу q Тобіна перевищує P/B коефіцієнт. Під час періодів дуже високих темпів інфляції, балансова вартість не відображає реальної вартості активів компанії, оскільки роздуті ціни активів не відображені в бухгалтерському балансі.

## Критика
Бланшар, Рі і Саммерс, вивчивши дані економіки США за період з 1920-х по 1990-і, з'ясували, що «основні економічні принципи» передбачали доцільність капіталовкладень набагато краще ніж коефіцієнт q Тобіна. Що ці автори називали «основними економічними принципами»? Показник прибутковості, який вибудовує в ланцюжок відомості, отримані дослідним шляхом зі старими ідеями таких авторів як Веслі Мітчелл, або навіть Карл Маркс, вважавших, що дохід є основним двигуном ринкової економіки.
Дуг Генвуд у своїй книзі «Wall Street» стверджує, що співвідношення q Тобіна програє точним інвестиційним прогнозам, всупереч заявам Тобіна. «Даний Тобіном і Брейнардом проміжок часу в їх дослідженні 1977 року охоплює роки з 1960 по 1974, період, для якого q застосовується для пояснення інвестиційної політики цілком коректно», — пише він. Проте, як свідчать реальні, відмінність теорії і практики стала помітною ще до публікації результатів дослідження. У той час, як q і інвестування, здавалося, рухаються в одному напрямку, де-факто вони можуть розходитися; коефіцієнт q Тобіна виявився неефективним на фазі зниження фондового ринку 1970-х.